# أسد مار مرقص

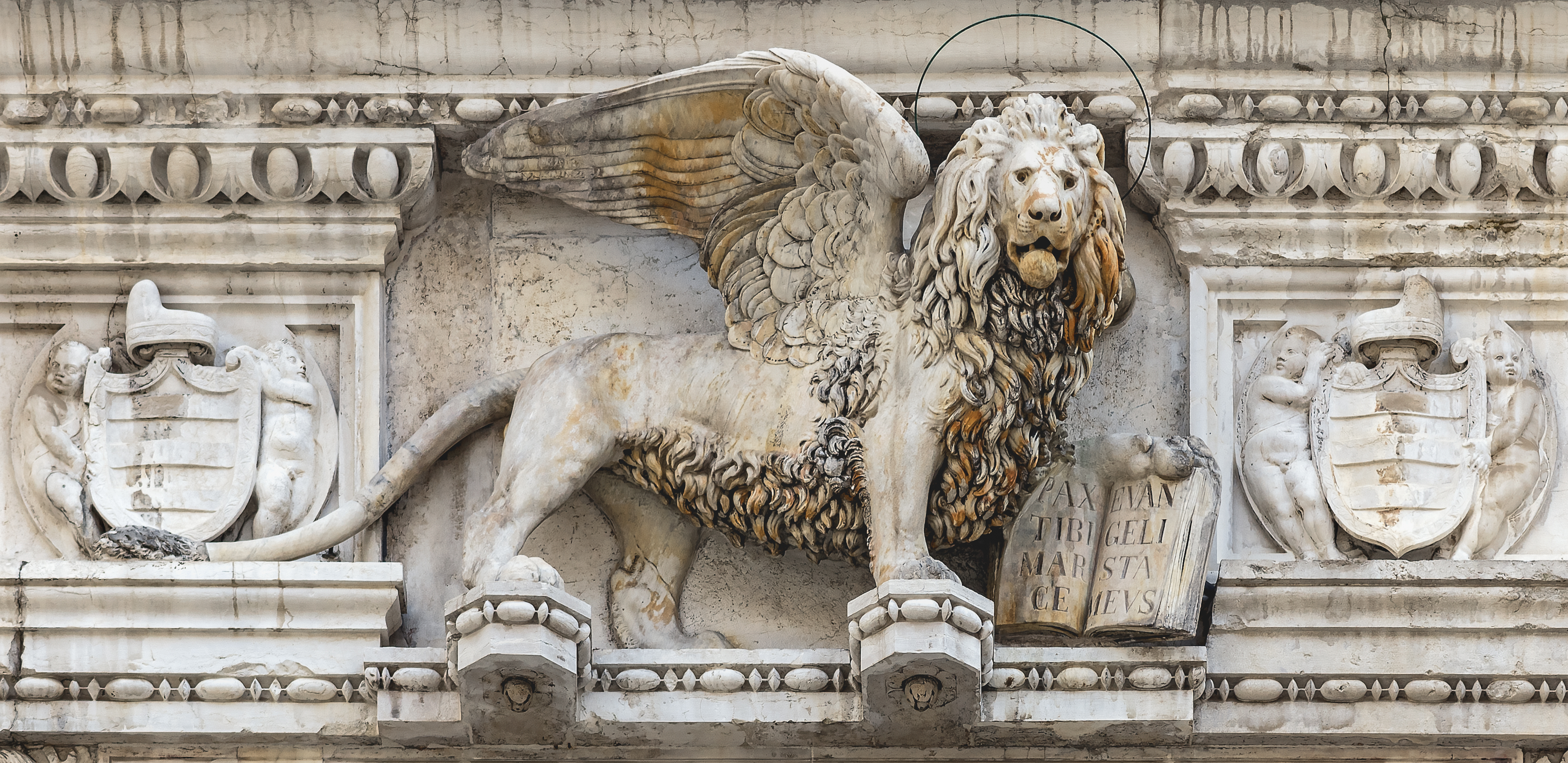
أسد مار مرقص المجنح. النص باللاتينية كما يلي: PAX TIBI MARCE EVANGELISTA MEVS، ومعناه: السلام عليكم يا مرقص يا بشيري

أسد مار مرقص الذي يرمز إلى مار مرقص البشير، بتجسيد أسد بأجنحة يحمل إنجيلا، هو رمز مدينة البندقية وجمهورية البندقية سابقا، بالإضافة إلى بطريركية الإسكندرية للروم الأرثوذكس، كرسي مار مرقص الباباوي. يتواجد في أعلام إيطاليا البحرية، العسكرية منها والتجارية. أسد مار مرقص هو كذلك رمز جائزة مهرجان البندقية السينمائي، الأسد الذهبي. 
عناصر أخرى قد تكون موجودة هي هالة فوق رأسه وكتاب وسيف في كفيه.

## معرض

علم جمهورية البندقية
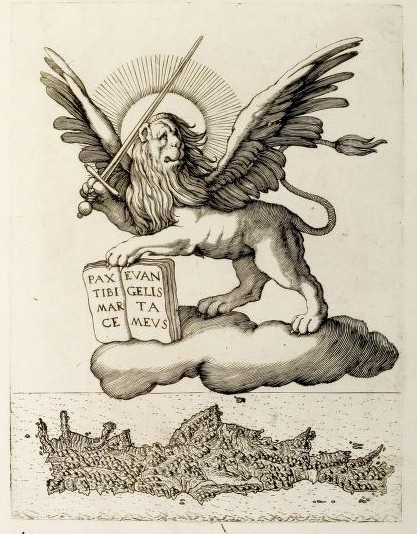
خريطة من 1651 تظهر أسد مار مرقص فوق كريت
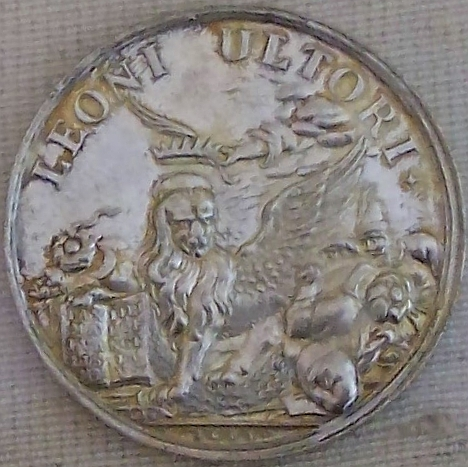
ميدالية لغزو "مملكة المورية" وهي بيلوبونيز التي كان يقطنها المسلمون، التصميم للفنان فرانتشاسكو موروسيني
علم جمهورية سان ماركو (1848)
العلم البحري للبحرية الإيطالية
علم إقليم فينيتو
شعار أوبرإيكلزهايم
شعار البابا يوحنا بولس الأول
شعار جمهورية البندية وشعار مدينة البندقية الآن
أسد مار مرقص على شعار البندقية
شعار بلدية ماركسزال الألمانية
شعار بلدية سان ماغك جومگاغد في جنوب فرنسا
علم جمهورية سبعة مجتمعات
علم ولايات الجزر الأيونية المتحدة
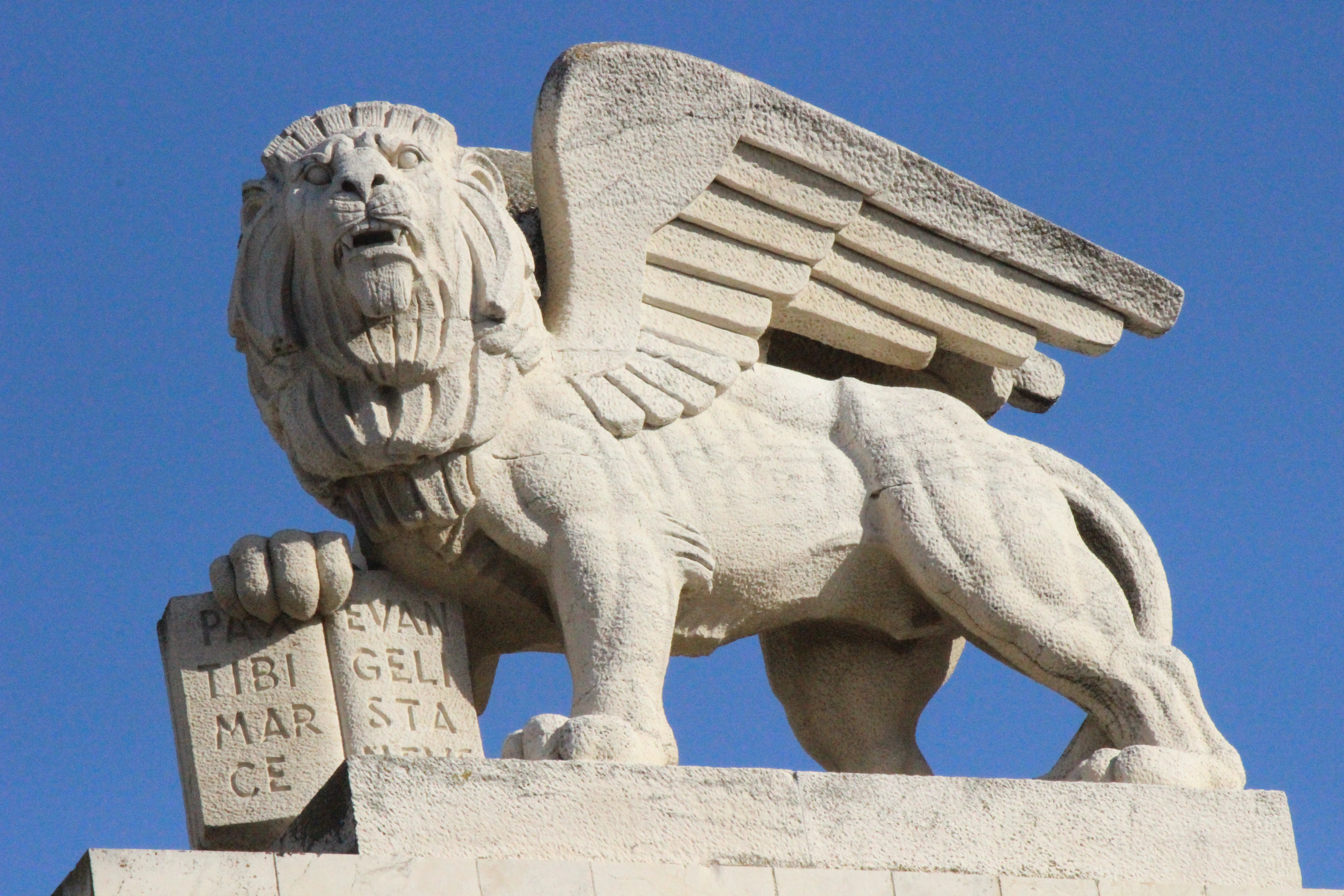
نحت لأسد مجنح فوق مبني شركة جينيرالي للضمان في القدس
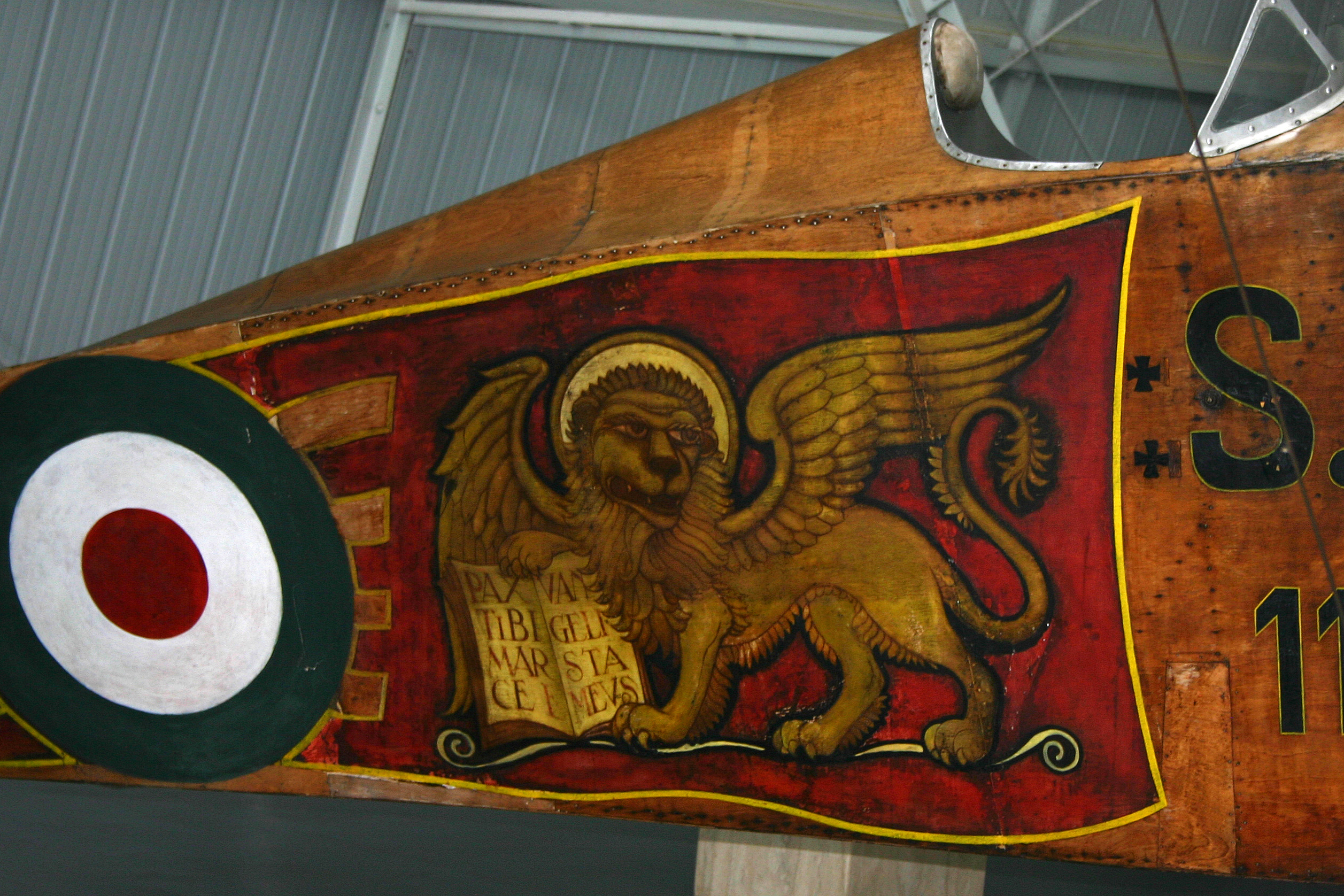
أسد مار مرقص على طائرة إيطالية قديمة من طراز Ansaldo SVA من مجموعة 87ma , الملقب La Serenissima